# Walk on By (Burt Bacharach)

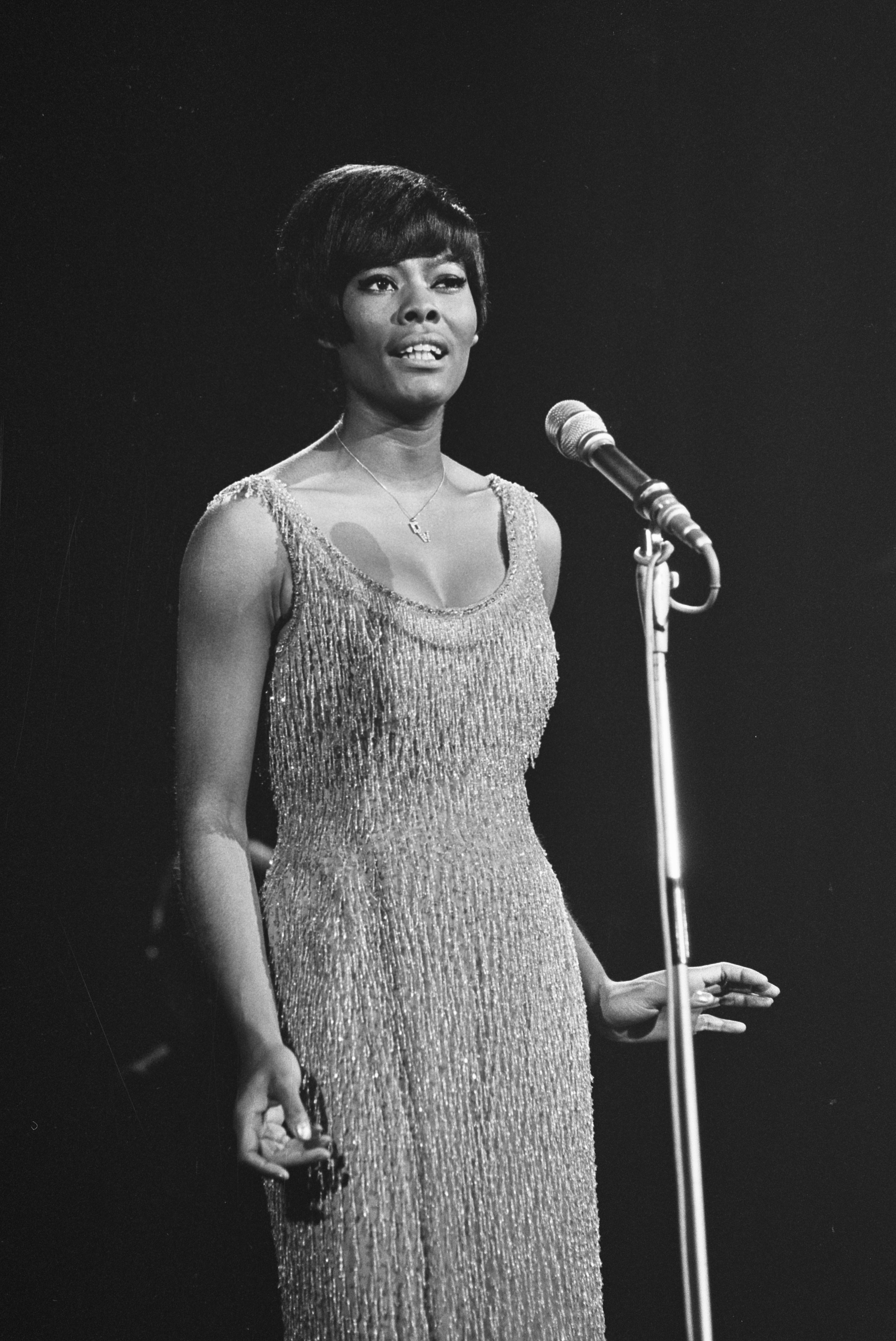
Dionne Warwick (1966)

Walk On By ist ein von Burt Bacharach komponiertes und von Hal David getextetes Lied, das 1963 für die Sängerin Dionne Warwick geschrieben wurde. Der Song erreichte im Juni 1964 Platz 6 der US Billboard Hot 100 und Platz 1 der Cash Box Rhythm and Blues Chart und wurde 1965 für einen Grammy Award für die beste Rhythm and Blues Aufnahme nominiert. Isaac Hayes nahm den Song fünf Jahre später, 1969, auf und erreichte mit seiner Version Platz 30 der Hot 100-Charts und Platz 13 der R&B-Charts.
Walk On By wurde seither in verschiedenen Ländern mehrfach in die Charts aufgenommen, wobei die Arrangements stark variierten.

## Dionne Warwicks Version (1964)
Die Version von Walk On By von Dionne Warwick wurde in den Bell Sound Studios in New York City aufgenommen, in derselben Session Ende November/Anfang Dezember 1963, in der auch ihr Hit Anyone Who Had a Heart entstand. Walk On By war der Nachfolger dieser Single, die im April 1964 veröffentlicht wurde. Der Song wurde auf Platz 70 der 500 besten Songs aller Zeiten des Rolling Stone Magazins. Walk On By wurde Warwicks zweiter internationaler Millionenseller nach Anyone Who Had A Heart im Januar 1964.
Warwick nahm auch eine deutsche Version des Lieds mit dem Titel Geh vorbei auf.

## Isaac Hayes Version (1969)
Isaac Hayes veröffentlichte 1969 eine Coverversion von Walk on By für sein Studioalbum Hot Buttered Soul und verwandelte den Song in einen "epischen 12-minütigen Moment wahrer Perfektion." Die für die Single-Veröffentlichung auf unter 5 Minuten gekürzte Version erreichte Platz 30 der US-amerikanischen Billboard-Hot-100-Charts. Diese Version war auch in dem Film Dead Presidents zu hören und belegte Platz 312 in der Ausgabe 2021 der 500 besten Songs aller Zeiten des Rolling Stone Magazins.

## The Stranglers Version (1978)

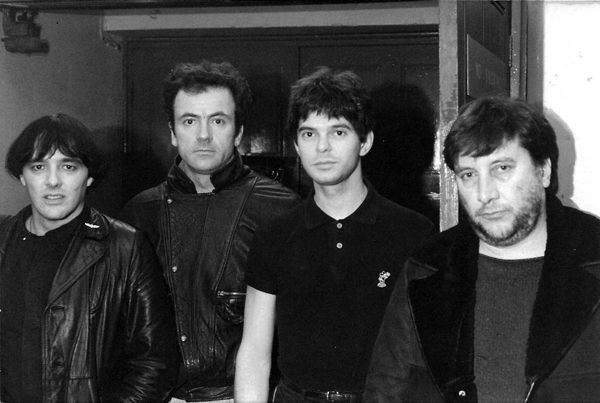
The Stranglers (1985)

1978 nahmen The Stranglers eine sechsminütige Version von Walk on By mit ausgedehnten Orgel- und Gitarrensoli auf, die auf Platz 21 der britischen Singles-Charts landete. Das Video dafür basierte auf dem Film Blow Up von 1966 und wurde am selben Ort wie der Film gedreht, dem Maryon Park in London. Die Chart-Performance könnte dadurch beeinträchtigt worden sein, dass den ersten 75.000 Exemplaren ihres Albums Black and White eine E.P. mit dem Song beilag.